# XIII, la série
Cet article concerne la série télévisée. Pour la mini-série, voir XIII : La Conspiration.
Pour les articles homonymes, voir XIII.
XIII, la série (XIII: The Series) est une série télévisée franco-canadienne en 26 épisodes de 45 minutes adaptée de la bande dessinée XIII de Jean Van Hamme et William Vance et diffusée en 2011.
C'est la suite directe de la mini-série franco-canadienne XIII : La Conspiration (2008). Elle a été diffusée pour la première fois en France sur Canal+ en crypté le 18 avril 2011 et en clair sur M6 depuis le 19 juillet 2014, en VM, et au Canada depuis le 19 avril 2011 sur Showcase. Au Québec, elle est diffusée depuis le 30 avril 2012 sur Ztélé.

## Synopsis
Après avoir perdu la mémoire et son identité, XIII a perdu sa liberté. Malgré son action héroïque pour sauver son pays du complot qui le menaçait, il est détenu dans une prison secrète de la CIA, oublié de tous.
Irina, mercenaire aux employeurs mystérieux, le sort de prison pour accéder au contenu d’un coffre dont il a seul l’accès. XIII accepte en échange d’informations sur son passé.
Le contenu de ce coffre — en apparence une montre — est convoité par beaucoup de gens : à la fois le gouvernement américain, via le colonel Amos persuadé que XIII en liberté représente un danger majeur, mais également les opposants mystérieux et puissants de l’actuel gouvernement, notamment l’ancien président Wally Sheridan.
Une nouvelle fois, XIII est au cœur d’un complot mettant en danger les États-Unis. À moins que celui-ci ne soit intimement lié à ce passé qu’il ignore. N’ayant plus confiance en personne, XIII garde la montre et le secret qu’elle recèle. C’est l’occasion d’un premier affrontement avec Irina qui, au fil de la série, sera une ennemie aussi redoutable que séduisante.

## Fiche technique
- Titre anglais : XIII: The Series
- Titre français : XIII, la série
- Autres titres francophones : XIII.2 (titre pour la saison 2 en France)
- Création : Duane Clark
- Show runners : Gil Grant (saison 1), Roger Avary (saison 2)
- Réalisation : Duane Clark, Bruce McDonald, Alain Tasma, Rachel Talalay et David Winning
- Scénario : Philippe Lyon, Denis McGrath, Peter Mohan, Roger Avary, David Martinez, Charles Heit, Grant Rosenberg, Karen McClellan et Christina Ray, d'après l'œuvre de Jean Van Hamme et William Vance
- Direction artistique : Kim Karon
- Costumes : Anne Dixon, Linda Muir
- Photographie : David Greene, Eric Cayla, Bruce Chun
- Musique : Nicolas Errèra
- Production : Jay Firestone, Vanessa Piazza
- Sociétés de production : EuropaCorp Télévision et Prodigy Pictures (Canada)
- Sociétés de distribution (télévision) : Canal+ (France), Showcase (Canada)
- Pays d'origine : France, Canada
- Langue originale : anglais
- Format :
- Genre : action, thriller
- Durée : 45 minutes
- Dates de première diffusion :  : 18 avril 2011 ;  : 19 avril 2011

## Distribution
- Stuart Townsend (VF : Boris Rehlinger) : XIII, Victor (saison 2)

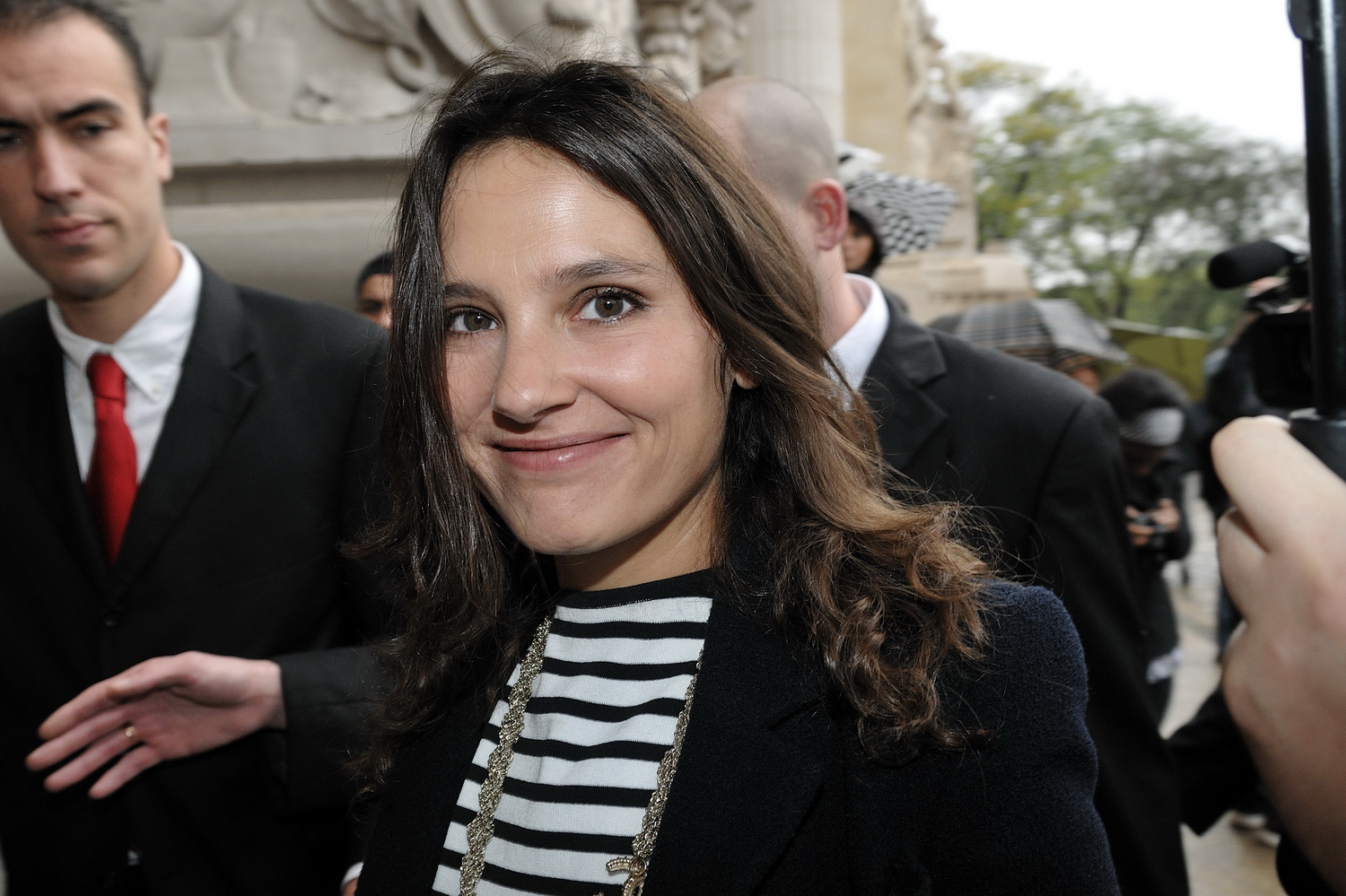
L'actrice française Virginie Ledoyen joue dans la première saison de la série.

- Aisha Tyler (VF : Maïk Darah) : le major Jones (saison 1), secrétaire d'État (saison 2)
- Virginie Ledoyen (VF : elle-même) : Irina Svetlanova
- Caterina Murino (VF : elle-même) : Sam
- Greg Bryk (VF : Sébastien Desjours) : le colonel Samuel Amos
- Stephen McHattie (VF : Patrick Osmond) : le général et président Benjamin Carrington (saison 2)
- Ted Atherton (en) (VF : Pierre-François Pistorio) : Wally Sheridan
- Paulino Nunes (VF : Mathieu Buscatto) : Franck Giordino
- Roxane Mesquida (VF : elle-même) : Betty Barnowsky (saison 2)
- Ingrid Kavelaars : Harriet Traymore, ancienne gouverneure de l'Alaska et candidate à la présidence des États-Unis (saison 2)
- Bruce Ramsay (VF : Olivier Peissel) : Vargas (saison 2)

Version française : société de doublage : EuropaCorp Télévision, direction artistique : Lauren Alexandre-Lasseur
 Source et légende : version française (VF) sur RS Doublage et Doublage Séries Database

## Épisodes

### Première saison (2011)
| Numéro | Titre                               | Réalisation                    | Scénario           | Diffusion française | Diffusion canadienne |
| ------ | ----------------------------------- | ------------------------------ | ------------------ | ------------------- | -------------------- |
| 1      | Pilote Pilot                        | John Stead et Duane Clark (en) | Gil Grant          | 18 avril 2011       | 19 avril 2011        |
| 2      | Green Falls                         | Philippe Haïm                  | Philippe Lyon      | 18 avril 2011       | 26 avril 2011        |
| 3      | Sans issue Lockdown                 | Duane Clark                    | Charles Heit       | 25 avril 2011       | 3 mai 2011           |
| 4      | La Version irlandaise The Irish Job | Xavier Palud                   | Denis McGrath (en) | 25 avril 2011       | 10 mai 2011          |
| 5      | Bienvenue à Bitterroot              | Duane Clark                    | Pamela Davis       | 2 mai 2011          | 17 mai 2011          |
| 6      | Opération Costa Verde               | Michael Robison                | Peter Mohan        | 2 mai 2011          | 25 mai 2011          |
| 7      | Plongée en eaux troubles Undertow   | Paul Shapiro                   | Andrea Stevens     | 9 mai 2011          | 1er juin 2011        |
| 8      | Une partie de chasse Hunting Party  | Alain Tasma                    | Grant Rosenberg    | 9 mai 2011          | 8 juin 2011          |
| 9      | Braquage à la russe The Bank Job    | Lee Rose                       | Denis McGrath      | 16 mai 2011         | 15 juin 2011         |
| 10     | L'Enlèvement The Train              | Steve DiMarco                  | Charles Heit       | 16 mai 2011         | 22 juin 2011         |
| 11     | Le Bunker The Bunker                | Ken Girotti                    | Peter Mohan        | 23 mai 2011         | 30 juin 2011         |
| 12     | La Clé The Key                      | Alain Tasma                    | Grant Rosenberg    | 23 mai 2011         | 5 juillet 2011       |
| 13     | Révélations Revelation              | Clark Johnson                  | Denis McGrath      | 23 mai 2011         | 12 juillet 2011      |

### Deuxième saison (2012)
La série a été renouvelée pour une deuxième saison. Le tournage a démarré en février 2012 à Toronto et les nouveaux épisodes ont été diffusés en France à partir du 15 octobre 2012 sur Canal+ et au Canada à partir du 4 janvier 2013 sur Showcase et au Québec à partir du 22 mai 2013 sur Ztélé.
| Numéro | Titre       | Réalisation      | Scénario                      | Diffusion française |
| ------ | ----------- | ---------------- | ----------------------------- | ------------------- |
| 1      | Phoenix     | Alain Tasma      | Roger Avary et David Martinez | 15 octobre 2012     |
| 2      | Rampage     | Alain Tasma      | Roger Avary                   | 15 octobre 2012     |
| 3      | Defender    | Duane Clark      | Denis McGrath et Peter Rowley | 15 octobre 2012     |
| 4      | Tempest     | Robert Lieberman | Christina Ray                 | 22 octobre 2012     |
| 5      | Joust       | Bruce McDonald   | Denis McGrath                 | 22 octobre 2012     |
| 6      | Gauntlet    | David Winning    | David Martinez                | 29 octobre 2012     |
| 7      | Breakout    | Rachel Talalay   | Karen McClellan               | 29 octobre 2012     |
| 8      | Mousetrap   | Rachel Talalay   | Roger Avary                   | 5 novembre 2012     |
| 9      | Pong        | David Winning    | Christina Ray                 | 5 novembre 2012     |
| 10     | Black Widow | Pascal Laugier   | David Martinez                | 12 novembre 2012    |
| 11     | Punchout    | David Wu         | Karen McClellan               | 12 novembre 2012    |
| 12     | Berzerk     | Bruce McDonald   | Gala Avary                    | 19 novembre 2012    |
| 13     | Battlezone  | Duane Clark      | John Smith                    | 19 novembre 2012    |